# كازوهيرو كوشي
كازوهيرو كوشي (باليابانية: 越和宏؛ بالكانا: こし かずひろ) هو متزلج صدري ياباني، ولد في 23 ديسمبر 1964 في ناغانو في اليابان.

## وصلات خارجية
- كازوهيرو كوشي على موقع IBSF (الإنجليزية)
- كازوهيرو كوشي على موقع اللجنة الأولمبية الدولية (الإنجليزية)
- كازوهيرو كوشي على موقع أوليمبيديا (الإنجليزية)